# Schloss Machern

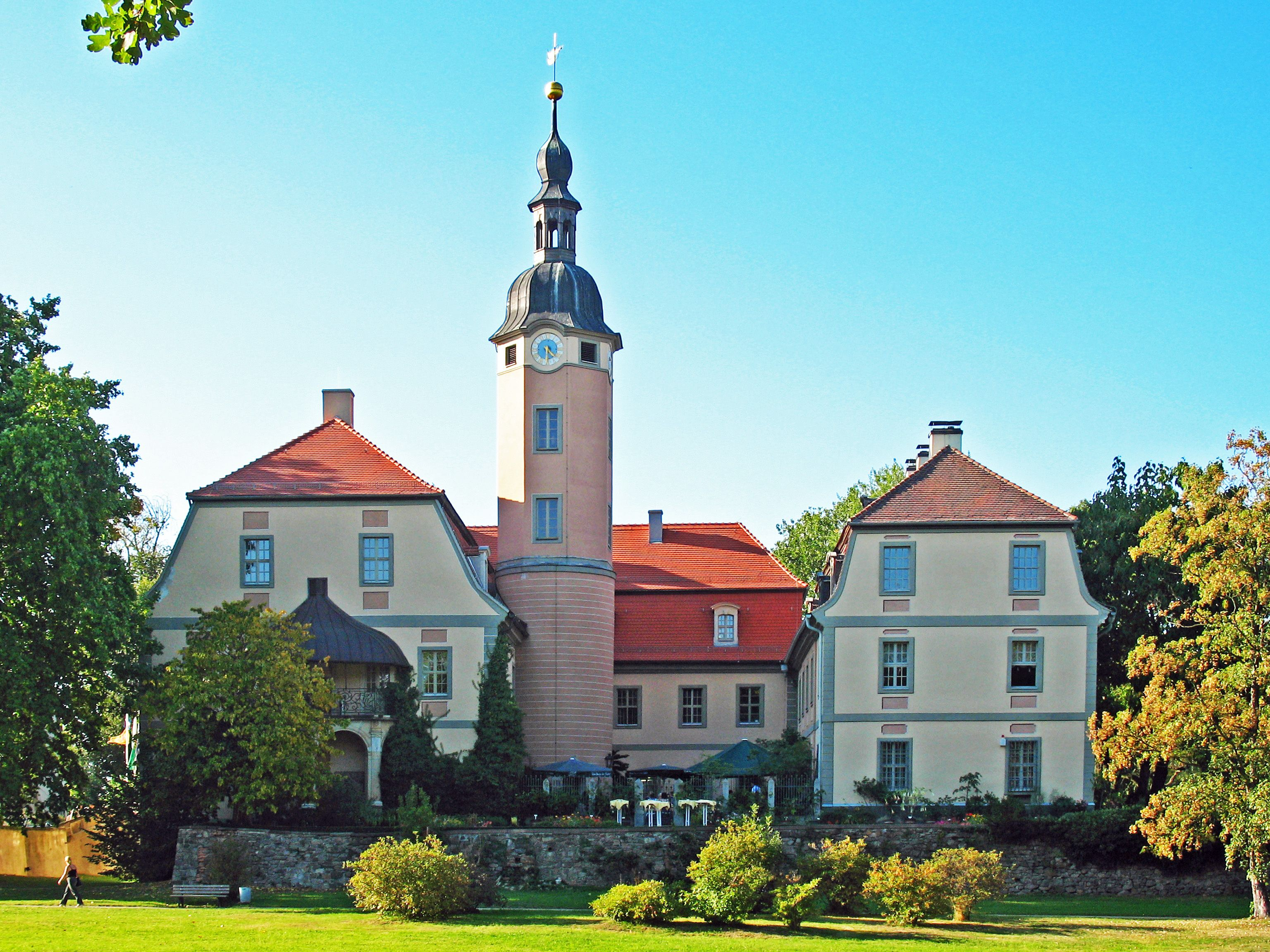
Blick von Osten auf das Schloss

Das Schloss Machern ist eine ursprünglich als Wasserschloss errichtete Anlage im gleichnamigen Ort Machern im Landkreis Leipzig. Die ältesten Teile stammen höchstwahrscheinlich aus dem 16. Jahrhundert. Das Wasserschloss wurde 1838 beim Eisenbahnbau durch die nahe gelegene Macherner Höhe versehentlich dauerhaft „trockengelegt“.

## Beschreibung

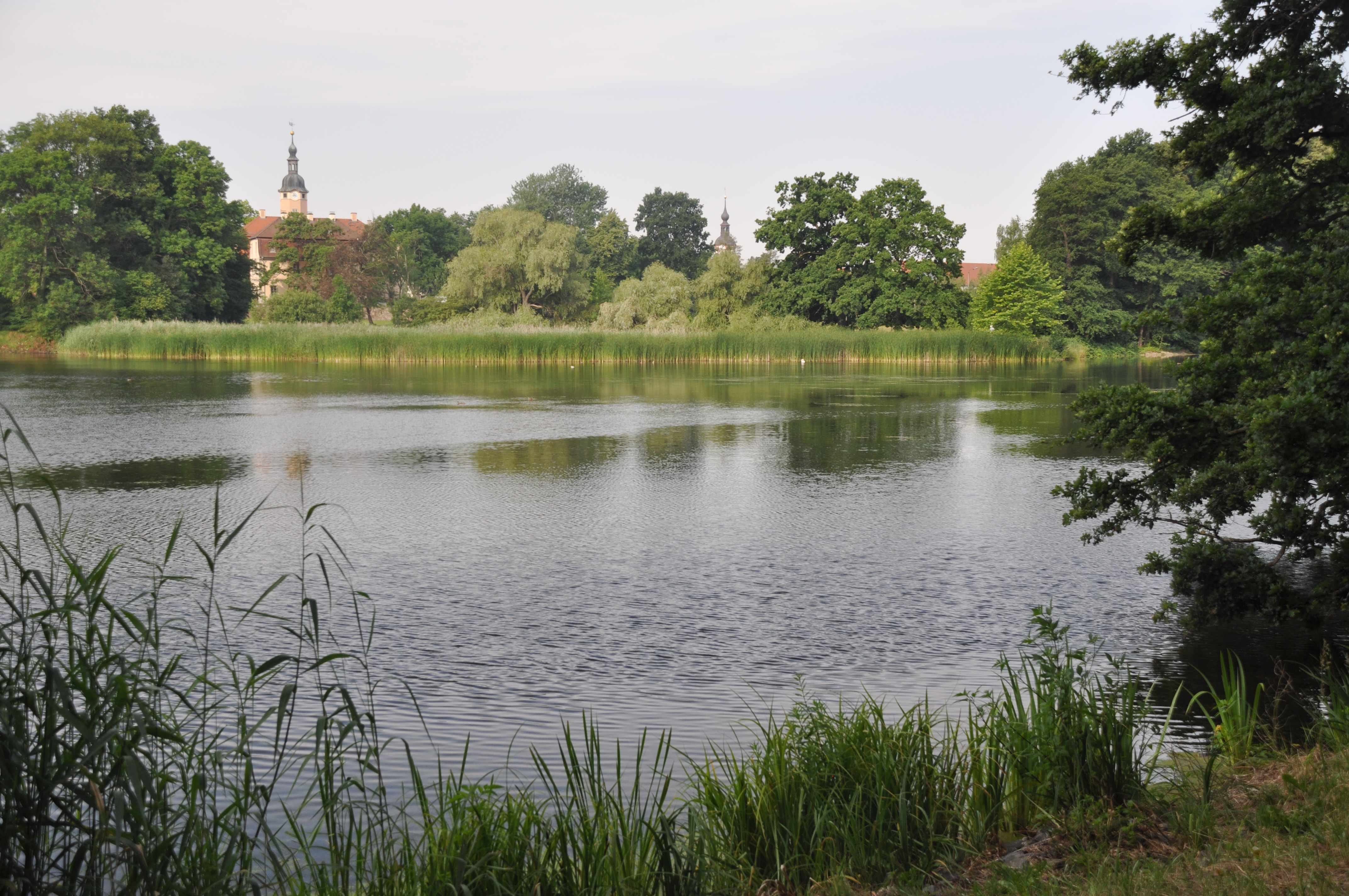
Teich und Schloss

Nach einer Inschrift an einem Türsturz wurde der einst zweiflügelige Bau im Jahre 1566 errichtet. Die im Erdgeschoss befindlichen kreuzgratgewölbten Räume sowie der im unteren Bereich runde Treppenturm im Hof verweisen auf diese Zeit. Beim Bau des Schlosses wurde ein älterer Vorgängerbau mit einbezogen.
Im Laufe der Jahrhunderte wurde es mehrmals um- und ausgebaut. Nach dem Dreißigjährigen Krieg erhielt es seine jetzige Gestalt als dreiflügelige Barock-Anlage. Einer Inschrift auf der großen Schlossturmglocke zufolge, wurden im Jahre 1733 Umbauarbeiten beendet, nach denen das Schloss seine heutige Gestalt erhielt. Dabei wurde der Treppenturm auf 21 Meter erhöht.

## Schloss Machern und die Eisenbahnlinie

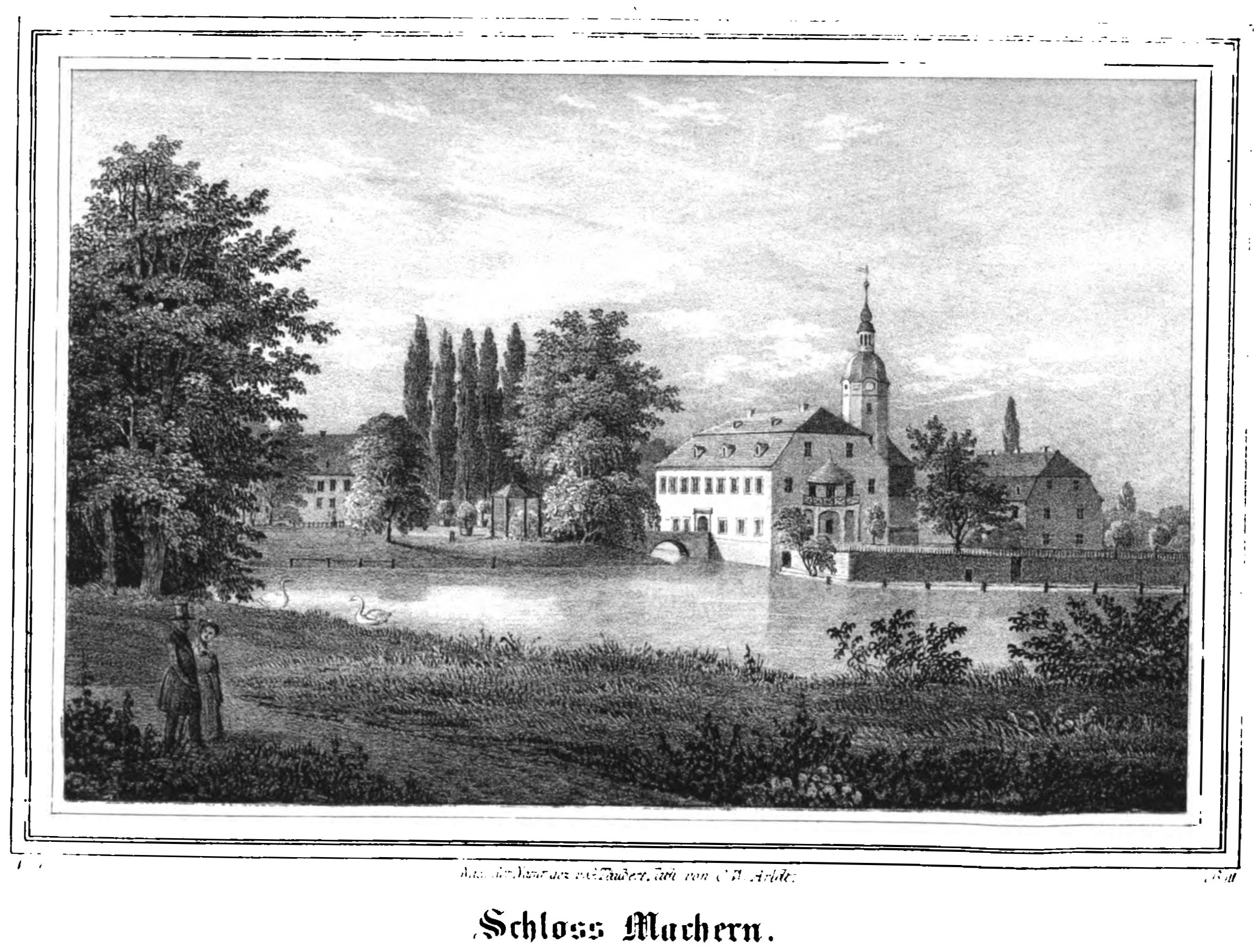
Schloss Machern mit Schlossteich, historische Darstellung

Am 1. März 1836 begann mit dem ersten Spatenstich der Bau der Eisenbahn bei Machern. Die Verwirklichung der Strecke durch die Macherner Höhen, der sogenannte Macherner Durchstich, gilt als besondere ingenieurstechnische Leistung. Dieser Einschnitt war erforderlich, weil die Lokomotiven damals für die Steigung zu schwach waren.
Dass Machern Bahnstation zwischen Leipzig und Dresden wurde, ist ein Verdienst des damaligen Schlossherrn Gottfried Schnetger. Damals gab es konkurrierend zwei andere Streckenbaupläne ohne Machern. Ernst Beyreuther schrieb dazu im Buch Machern im Wandel der Zeit: 
„Der dritte Plan brachte die Bahn direkt nach Machern. Freilich forderte er einen ½ Stunde langen Durchstich durch die Macherner Höhen, der Wasserscheide zwischen Mulde und Saale, welcher eine halbe Millionen Taler kostete. Aber Herr Schnetger wußte durch Hergabe von Land so dafür einzutreten, dass der Plan ins Werk gesetzt wurde. (…) Am 29. Februar 1836, also einem Schalttage, wurde hier in Machern der erste Spatenstich für den Bahnbau unter einigen Feierlichkeiten getan.“
Der Streckenabschnitt Gerichshain–Machern mit 2,93 Kilometer Länge wurde am 11. Mai 1838 vollendet, der Streckenabschnitt Machern–Wurzen mit 8,00 Kilometer Länge am 31. Juli 1838.
Schnetger gelang es, Machern zum allgemeinen Vorteil an die Eisenbahnlinie anzubinden. Jedoch hatte das eine herbe Folge für sein Schloss: Der Durchstich der Macherner Höhen veränderte die unterirdischen Wasserläufe derart, dass der Schlossteich Wasser verlor und das Wasserschloss dauerhaft trocken fiel.

## Schlosspark
Zum Schloss Machern gehört neben der Orangerie der als Englischer Landschaftsgarten gestaltete Schlosspark. Darin befinden sich der 5,7 Hektar große Schwemmteich, eine künstliche Ritterburg-Ruine, eine Pyramide, der Tempel der Hygieia, der Agnes-Tempel und Wilhelms Ruh. Es sind verschiedene Skulpturen aufgestellt, wie Denkende Muse, Göttin Hygieia, Herkulanische Vestalin und Apollo. Darüber hinaus gibt es ein Wildgehege mit Damwild.

## Geschichte

### Die von-Lindenau-Zeit
Die ältere Machernsche Linie oder die Heinrich-Linie der Familie von Lindenau war seit 1465 in sieben Generationen 200 Jahre in Machern und Zeititz zuhause und starb 1665 aus:
- Heinrich von Lindenau († 1505)
- Albrecht von Lindenau († 1533)
- Heinrich von Lindenau (1496–1561) und Bruder Wolff von Lindenau († 1530 oder 1536)
- Wolff von Lindenau (1519–1589)
- Friedrich von Lindenau (1563–1634)
- Wolf Friedrich von Lindenau (1600–1642)
- Ernst Joachim von Lindenau (1607–1665)

Die jüngere Machernsche Linie oder die Wolf-Linie war seit 1665 in vier Generationen 137 Jahre in Machern zuhause und geht auf Wolf von Lindenau zurück:
- Wolf von Lindenau (1634–1710)
- Gottfried Anshelm von Lindenau (1693–1749)
- Heinrich Gottlieb von Lindenau (1723–1789)
- Carl Heinrich August Graf von Lindenau (1755–1842)[7][8]

Die Herrschaft der von Lindenau lenkte bis 1802 die Geschicke des Ortes Machern. Der letzte Reichsgraf Carl Heinrich August von Lindenau ließ sich inspirieren bei seinen zahlreichen Reisen ins Ausland und legte Ende des 18. Jahrhunderts die im Osten und Norden an das Schloss anschließenden Gartenanlagen im englischen Stil an.

### Die Schnetger-Zeit
1806 erwarb Kaufmann Gottfried Schnetger Schloss Machern und die Rittergüter Machern und Zeititz von Freifrau von Wylich, geb. Gräfin Stolberg-Wernigerode, die diese 1802 von Carl Graf von Lindenau gekauft hatte. Danach betrieb die Familie Schnetger dort 140 Jahre lang erfolgreich Landwirtschaft. Das waren konkret Gottfried Wilhelm Schnetger (1770–1861), Wilhelm Eduard Schnetger (1799–1873), Wilhelm Eduard Heinrich Schnetger (1825–1903) und Paul Theodor Schnetger (1859–1952) mit ihren Ehefrauen. Auf dem Friedhof Machern befinden sich bis heute (2023) die Schnetger-Grabanlagen.
Zur von-Lindenau-Zeit und zur Schnetger-Zeit gibt es weitere kunst- und sakralhistorische Unikate in der Kirche St. Nikolai in Machern und dem historischen Friedhof.

### Die Zeit ab 1946
Als Familie Schnetger 1946 das Schloss verlassen musste, wurde es Gemeinde-Eigentum und Kulturhaus mit Gaststätte und Wohnungen sowie Gemeindeamt und Dorfschule. 1981 vernichtete ein Brand den Dachstuhl im Ostflügel, auch Verfall durch unterlassene Instandhaltung zeigte sich deutlich. 1982 begannen denkmalpflegerische Rekonstruktionen – diese wurden nach der Deutschen Wiedervereinigung ab 1990 mit öffentlichen Mitteln fortgesetzt.

## Gegenwart
Heute zeigt sich das Schloss in neuem Glanz und ist vielseitige Begegnungsstätte, in der regelmäßig kulturelle Veranstaltungen wie Theater, Konzerte und Ausstellungen und andere Festlichkeiten stattfinden. Das Schloss hat sich mit dem in der historischen Ritterstube eingerichteten Standesamt als romantisches Hochzeitsschloss etabliert.
Im Schlossturm hängen eine große und eine kleine Glocke – die große schlägt zur vollen Stunde, die kleine jede Viertelstunde. Sie wurden 1988 restauriert. Gefertigt hat sie Glockengießer Johann Christoph Hiering aus Leipzig im Jahr 1733 im Auftrag und auf Kosten von Gottfried Anshelm von Lindenau und dessen Ehefrau.

## Bildergalerie

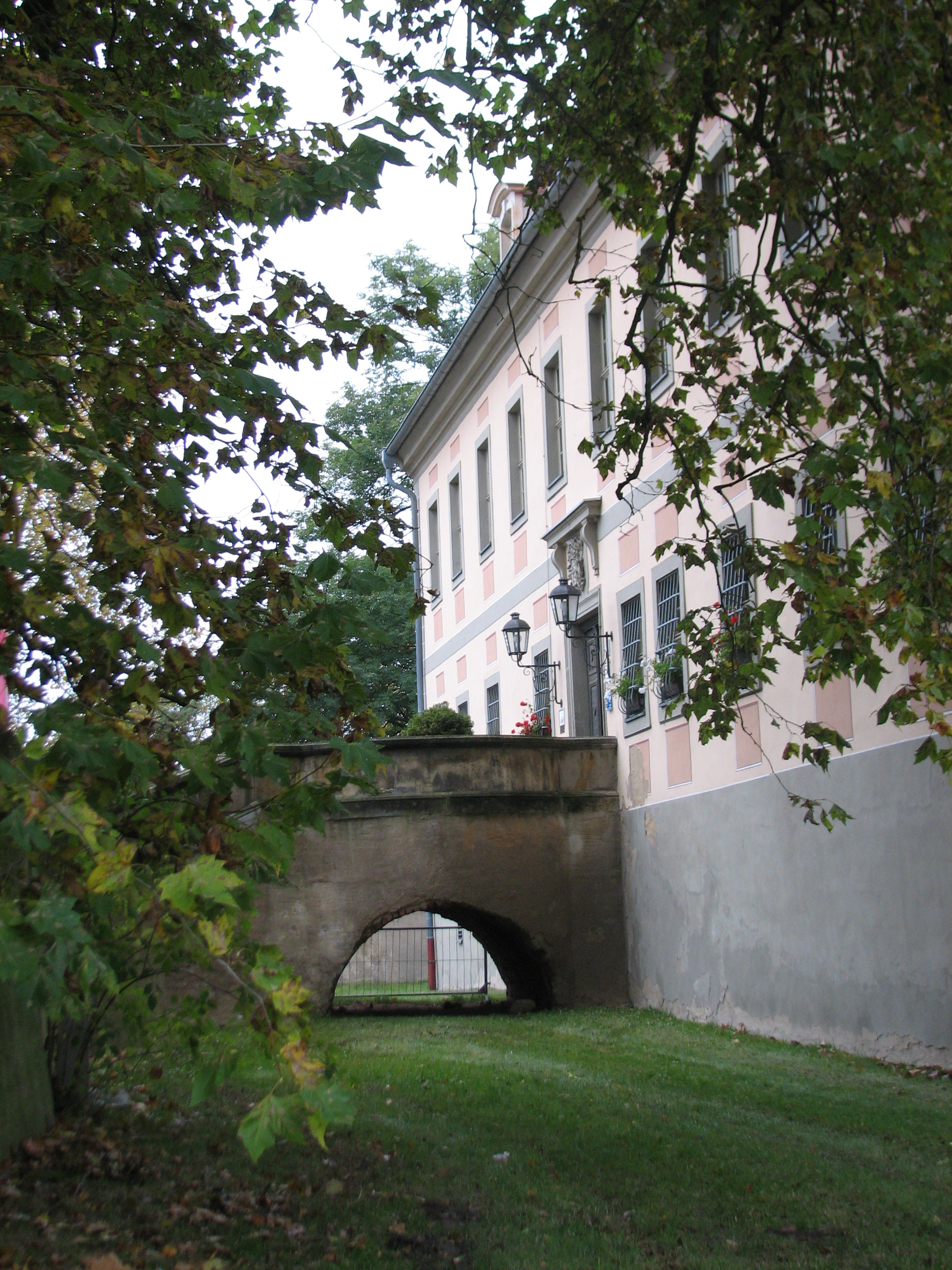
Brücke über den früheren Wassergraben
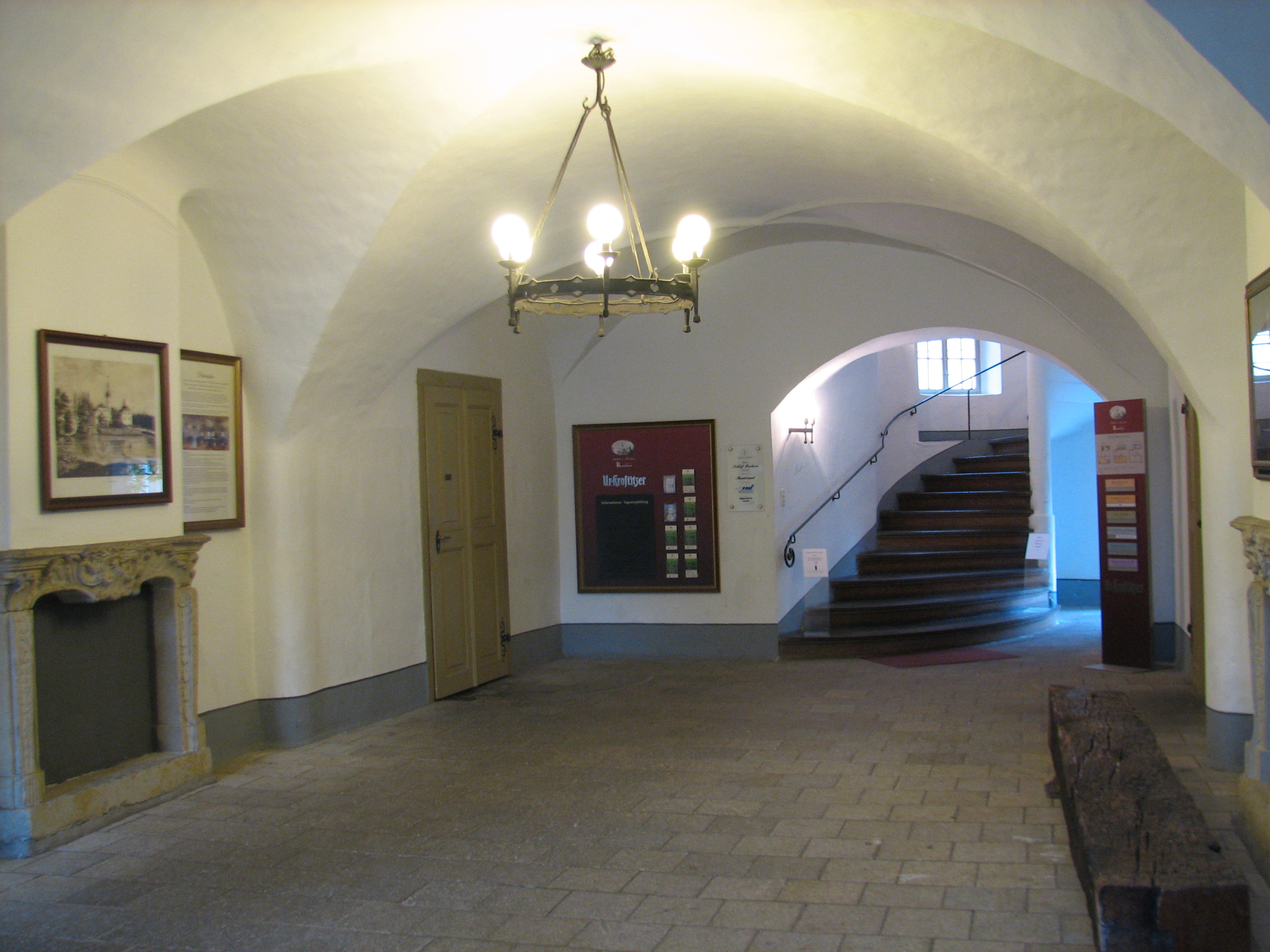
Blick in den Eingangssaal
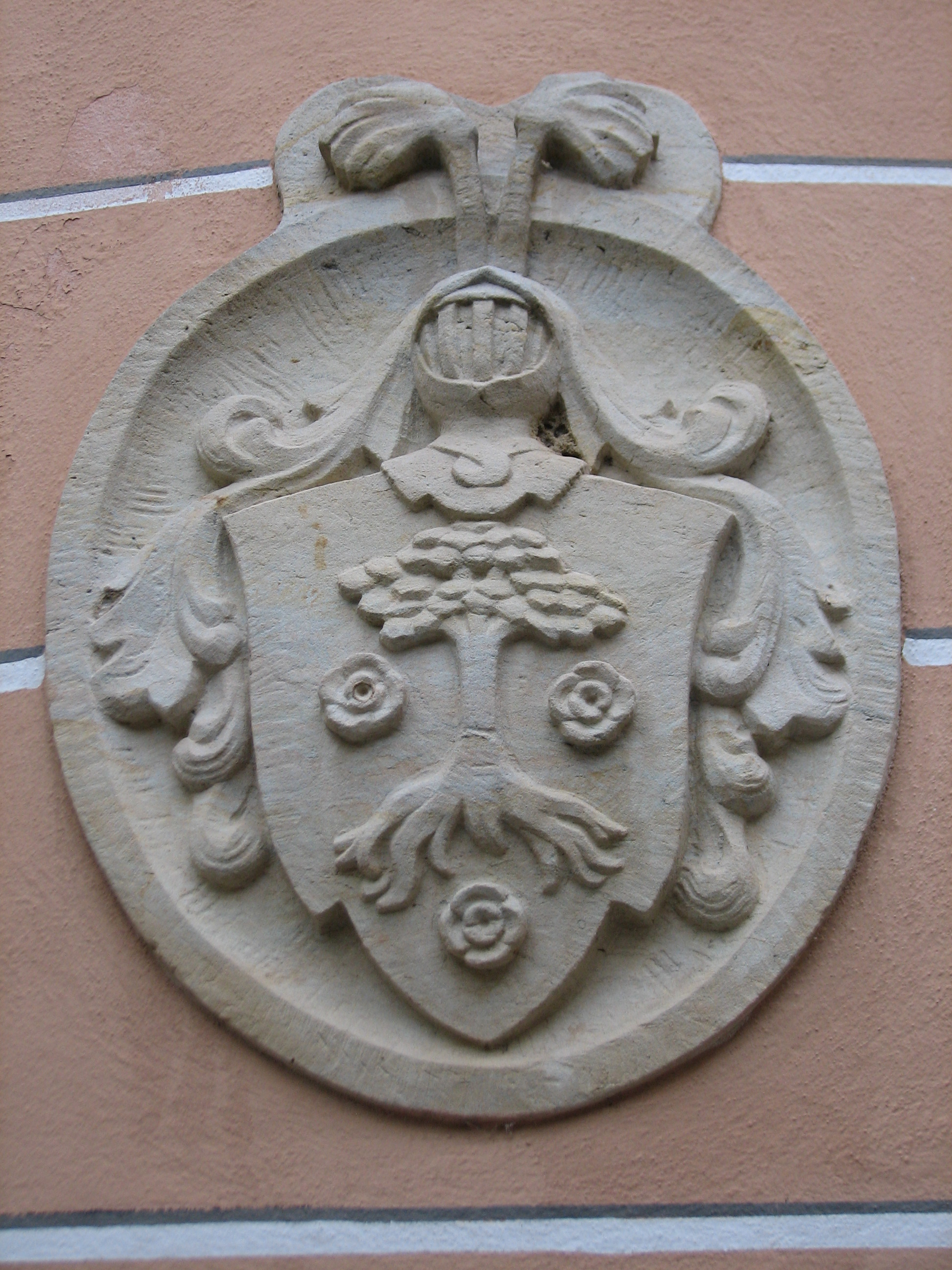
Wappen am Schlossturm
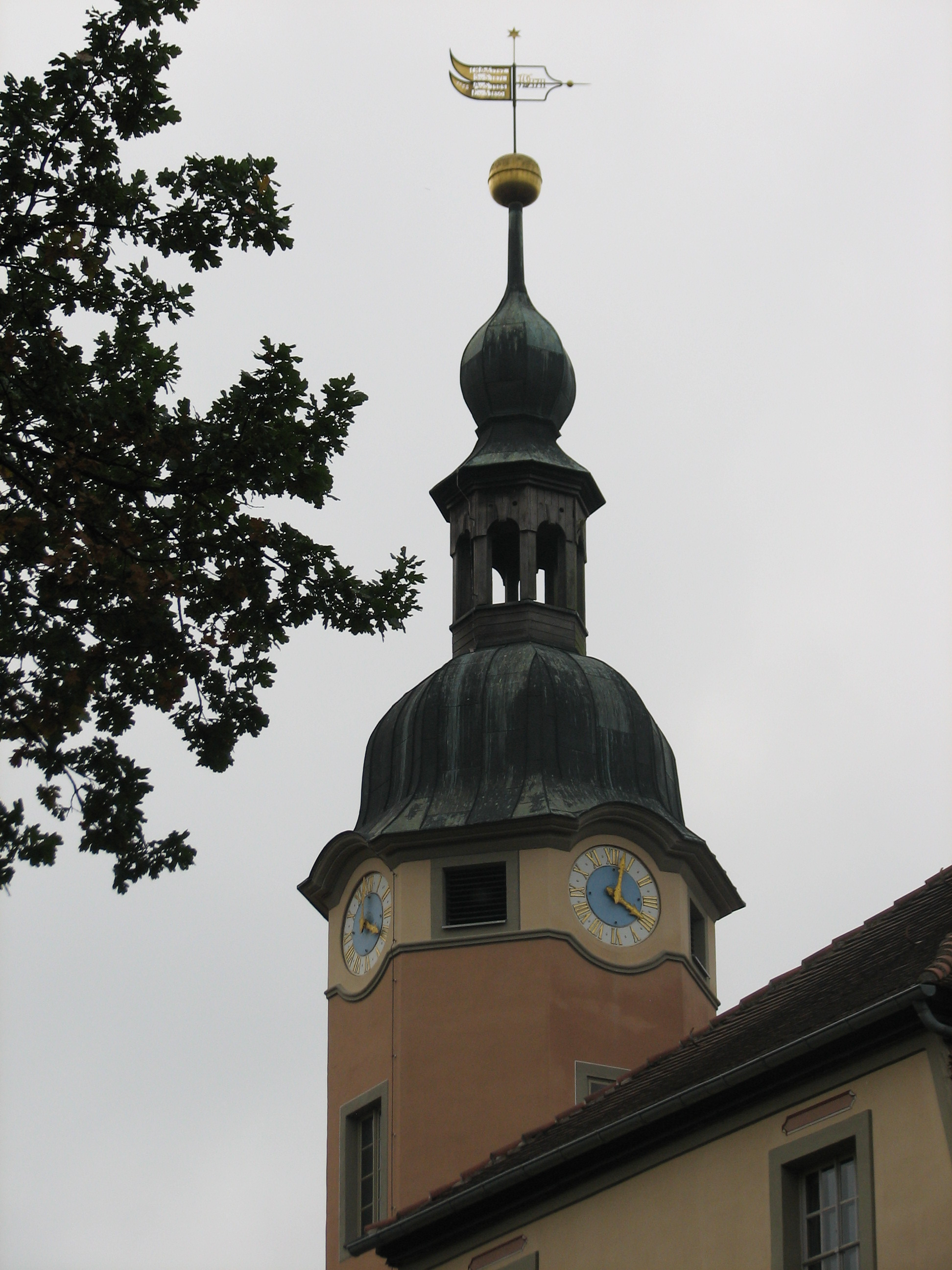
Die achteckige Turmspitze mit kupferblechverkleideter Laterne
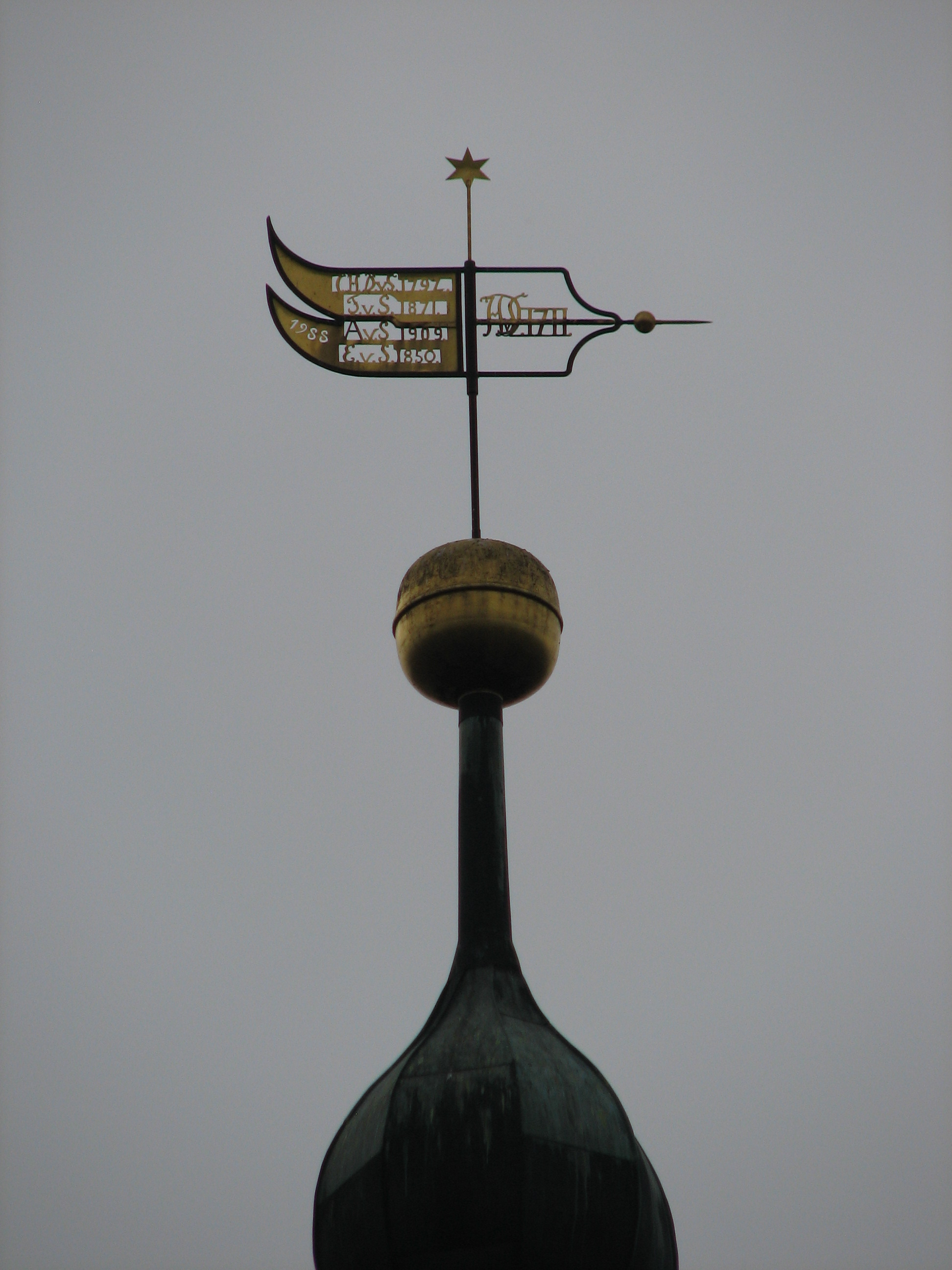
Der vergoldete Turmknauf
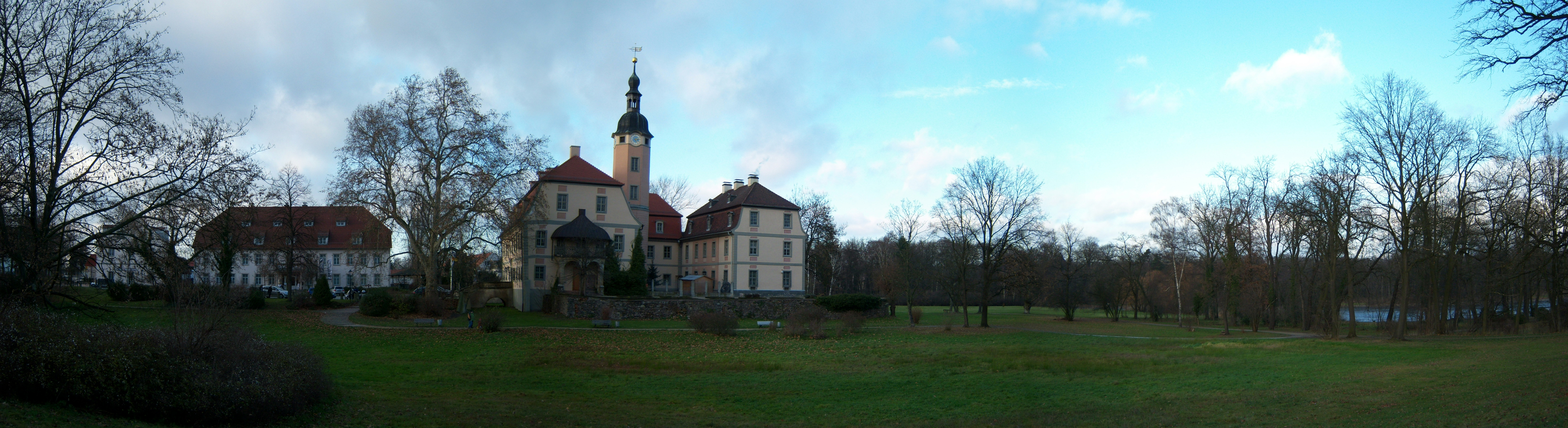
Panorama
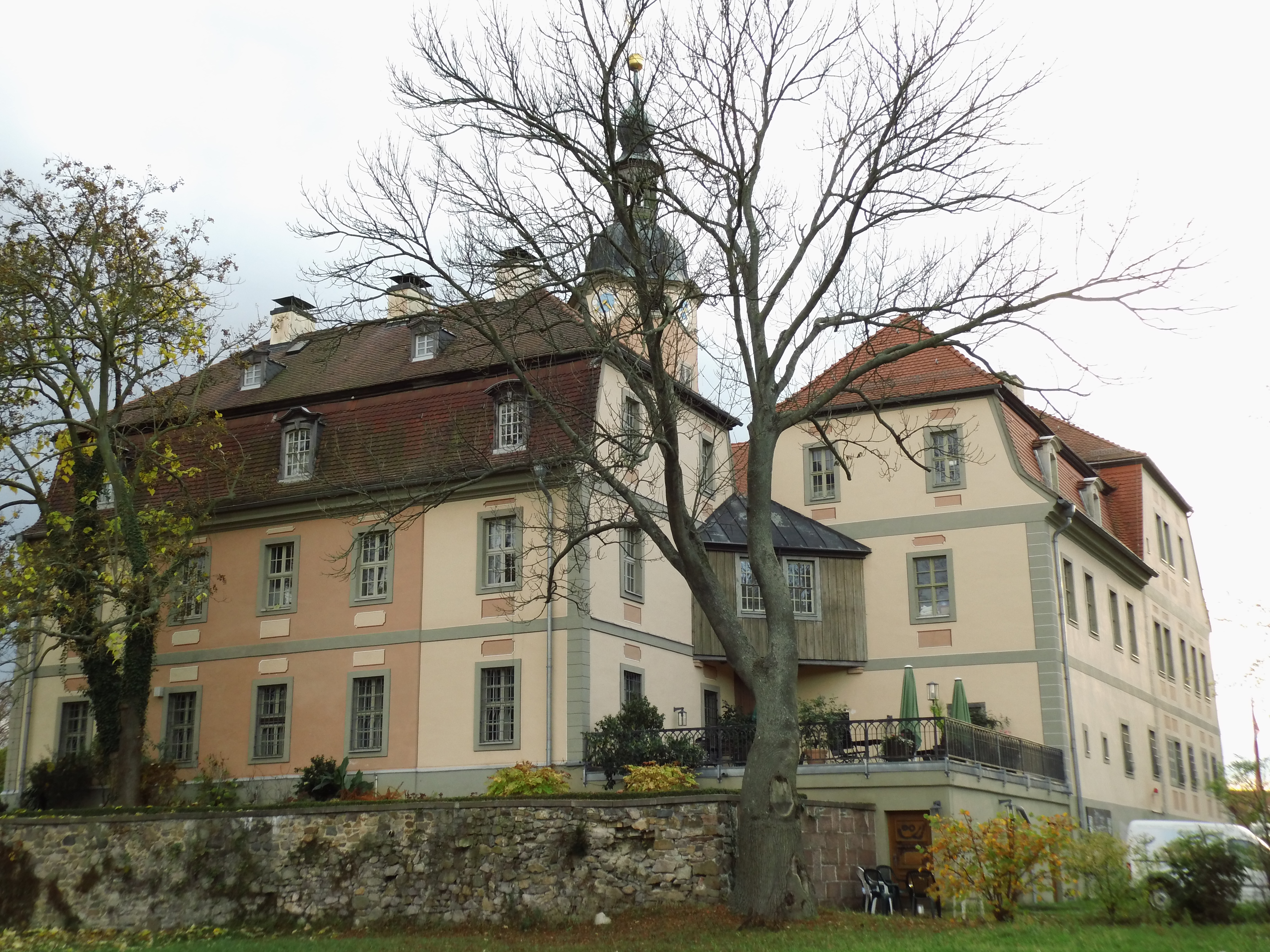
Das Schloss von nordwestlicher Seite
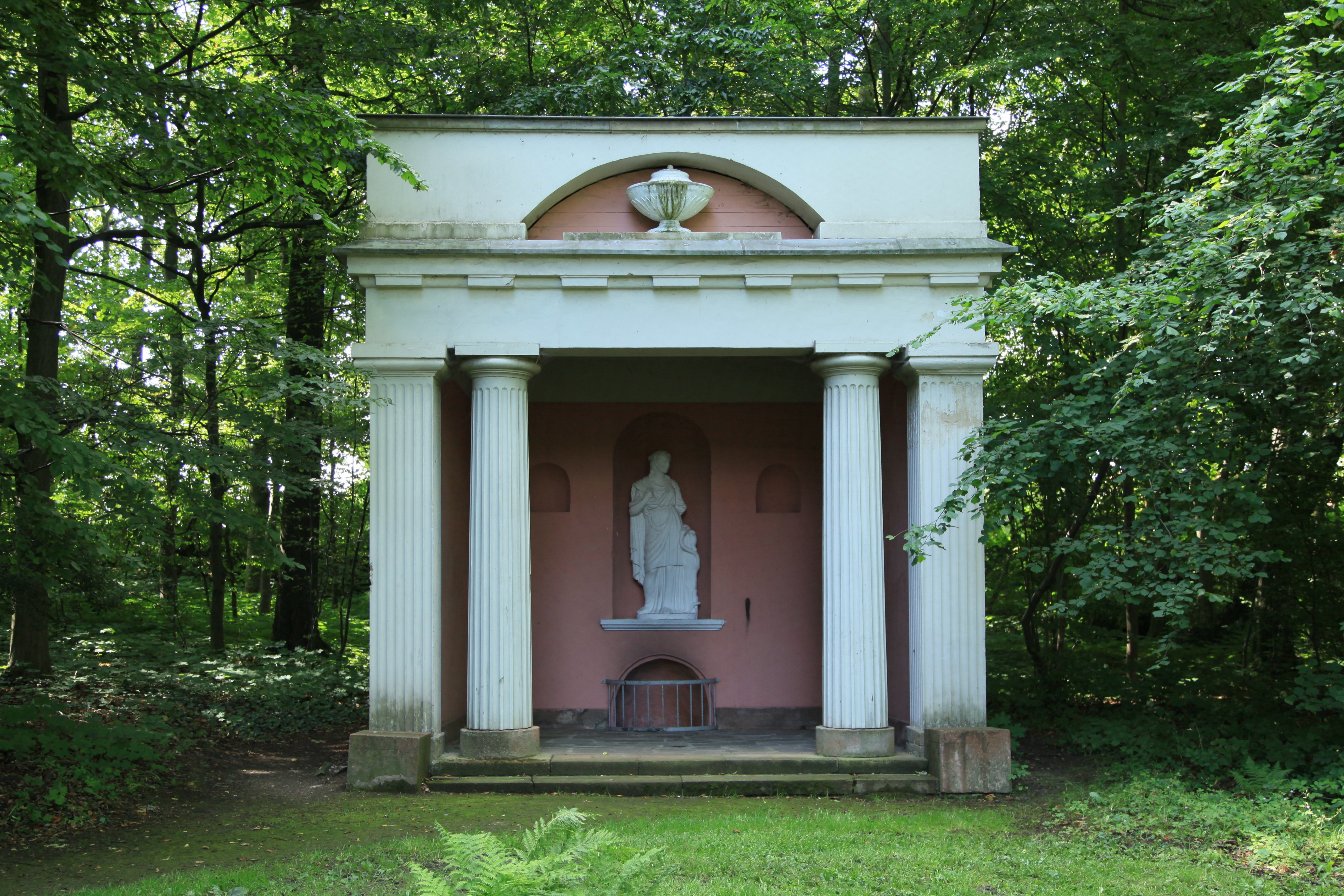
Tempel der Hygieia